# Close (2022)
Close (englisch als Adjektiv „nah, eng zusammen“, als Verb „schließen, zumachen“) ist ein Spielfilm von Lukas Dhont aus dem Jahr 2022. Das Jugenddrama betrachtet die Entwicklung und die Konsequenzen einer persönlichen Katastrophe, die sich ereignet, als der ungewöhnlich engen Freundschaft zweier Jungen am Anfang der Pubertät von Mitschülern ein homosexueller Hintergrund unterstellt wird.
Die europäische Koproduktion zwischen Belgien, Frankreich und den Niederlanden wurde beim 75. Filmfestival von Cannes im Mai 2022 veröffentlicht. Close gewann eine Reihe internationaler Film- und Festivalpreise und wurde im Jahr 2023 als belgischer Oscar-Kandidat in der Kategorie Bester internationaler Film nominiert. Der deutsche Kinostart war am 26. Januar 2023. Erstausstrahlung im deutschsprachigen Free-TV war am 22. März 2025 auf 3sat.

## Handlung
Die 13-jährigen Jungen Léo und Rémi leben in einer ländlichen Gegend Walloniens an der flämischen Grenze. Sie sind eng befreundet und verbringen einen großen Teil ihrer Freizeit zusammen. Léo übernachtet regelmäßig bei Rémi, wobei sie aneinandergekuschelt im selben Bett schlafen, was im Film keinen erotischen Aspekt hat. Rémis Mutter Sophie ist in diese Freundschaft einbezogen und hat Léo auch sehr gern. Rémi spielt Oboe und wird von Léo dafür bewundert, zum Spaß malen sie sich eine gemeinsame Zukunft mit Rémi als gefeiertem Konzertsolisten und Léo als seinem Manager aus.
Nach dem Wechsel auf eine weiterführende Schule, wo im Unterricht Niederländisch statt Französisch gesprochen wird, fällt ihre auch körperlich enge Freundschaft den Mitschülern auf. Bald werden sie offen gefragt, ob sie zusammen seien. Obwohl Léo vehement erklärt, sie seien gute Freunde, aber kein Paar, gehen die Sticheleien weiter. Rémi reagiert darauf mit Rückzug, indem er die Jungen der Klasse zunehmend meidet. Léo jedoch sucht deren Anerkennung und beginnt sein Leben umzugestalten, wobei in seinen neuen Lebensbereichen für Rémi kein Platz mehr ist. Er knüpft neue Freundschaften, er beginnt auf Einladung eines Mitschülers, Eishockey zu spielen, er verweigert Rémi die vertraute Nähe selbst dann, wenn sie unter sich sind. Rémis zaghafte Gesprächsansätze übergeht Léo einfach. Als er auch das gemeinsame Radeln zur Schule verweigert, entlädt sich Rémis Enttäuschung in einer Prügelei auf dem Schulhof, wo der aufgebrachte Junge nur mit Mühe von Léo getrennt werden kann. Danach besteht kein Kontakt mehr. Zu einem Klassenausflug ans Meer erscheint Rémi nicht; nach der Rückkehr wird der Klasse behutsam mitgeteilt, dass er tot ist. Er hat sich das Leben genommen.
Der zweite Teil des Films konzentriert sich auf Léos Weiterleben. Rémis Tod macht den eigentlich lebensfrohen Léo verschlossen und missmutig. An der Beerdigung nimmt er nur widerwillig teil, am Leichenschmaus gar nicht. Als Rémi bei der psychologischen Aufarbeitung des Geschehens in der Klasse von Mitschülern als glücklicher und fröhlicher Junge charakterisiert wird, wendet Léo nur schroff ein, man könne doch gar nicht wissen, ob er wirklich glücklich gewesen sei, und verlässt die Versammlung. Ein gemeinsames Abendessen von Léos Familie und Rémis Eltern endet abrupt, als Léos älterer Bruder Charlie seine Zukunftspläne schildert und damit in Rémis Vater einen Nervenzusammenbruch auslöst. Zusätzlich zu den Schuldgefühlen wird Léo bewusst, wie sehr Rémi ihm fehlt. Er nässt ins Bett und versucht sich durch seine neuen Freunde, harte Arbeit in der elterlichen Gärtnerei und verbissenes Eishockeytraining abzulenken. Trost findet er bei seinem Bruder Charlie, zu dem sich seine Beziehung vertieft.
Sophie sucht mehrmals Kontakt zu Léo und lässt ihn spüren, dass sie ihn weiterhin mag. Da Rémi keinen Abschiedsbrief hinterlassen und auch keine Andeutungen gemacht hat, versteht sie seinen Entschluss zum Suizid nicht; ihr ist nur klar, dass zwischen den Freunden etwas vorgefallen sein muss. Doch Léo weicht ihr aus. Als er nach Monaten Rémis unverändertes Zimmer sehen will, fragt Sophie ihn vorsichtig direkt, was passiert sei, worauf er sich fluchtartig verabschiedet. Beim Eishockey bricht er sich bei einem harten Zusammenstoß den Arm; während der Verband angelegt wird, bekommt er einen Weinkrampf.
Nach dem Ende des Schuljahres sucht Léo überraschend Sophie an ihrer Arbeitsstelle in der Säuglingsstation eines Krankenhauses auf. Als sie ihn mit dem Auto zurück nach Hause fährt, bricht es stockend aus ihm heraus: Es sei alles seine Schuld, er habe Rémi weggestoßen. Sophie verliert darüber kurz die Fassung und fordert Léo auf, auszusteigen. Er rennt weinend in den angrenzenden Wald hinein, wo sie ihn nach kurzer Suche vorfindet – mit völlig verheultem Gesicht, aber trotzigem Blick und einem drohend erhobenen Holzprügel, um sich gegen sie zu verteidigen. Zu seiner Überraschung nimmt sie ihn aber ganz liebevoll in ihre Arme, er entspannt sich und sie weinen sich gemeinsam aus.
Nochmal später, der Gips wurde abgenommen, findet Léo Sophies Haus leer und verlassen vor. Während er von da durch die Blumenfelder nach Hause geht wie vorher so oft mit Rémi, wirft er einen zuversichtlichen Blick zurück.

## Entstehungsgeschichte

### Drehbuch, Besetzung und Dreharbeiten

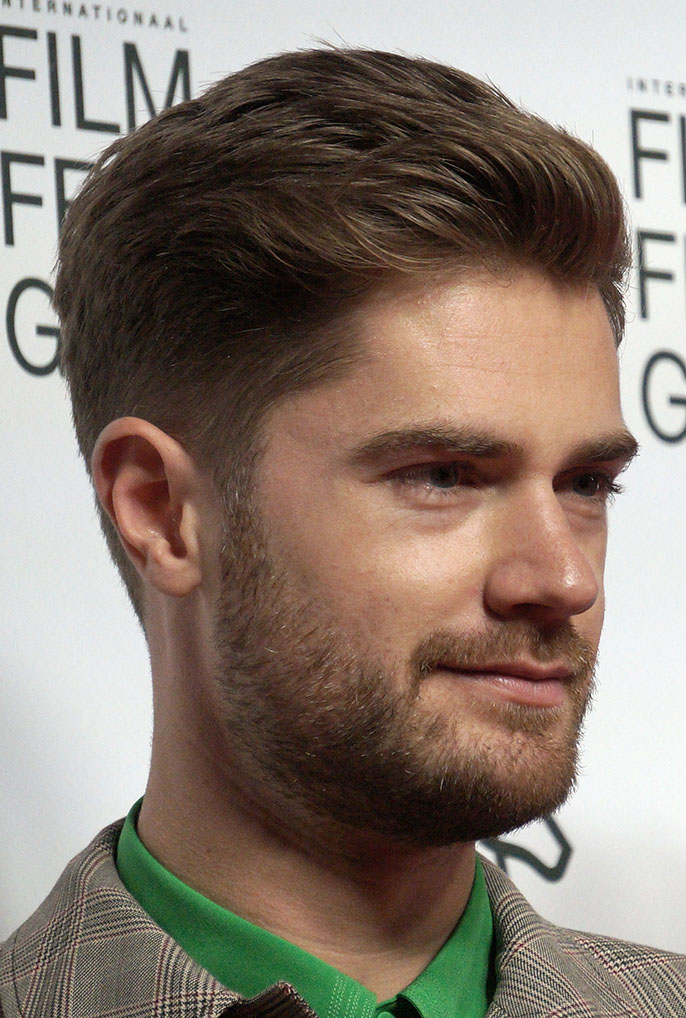
Lukas Dhont bei der Präsentation des Films auf dem Film Fest Gent im November 2022

Close ist der zweite Spielfilm des belgischen Filmemachers Lukas Dhont, der auch das Drehbuch gemeinsam mit Angelo Tijssens verfasste. Beide hatten bereits zusammen an Dhonts Erstlingswerk Girl (2018) zusammengearbeitet. „In einer Zeit voller toxischer männlicher Präzedenzfälle möchte ich einen Film über Jungen machen, die sich tatsächlich unterhalten und Verantwortung übernehmen“, so Dhont über das Projekt. Nach dem großen Erfolg seines Debütfilms habe sich der Regisseur bewusst zurückgezogen, um in Ruhe sein zweites Werk vorzubereiten. Bereits während des Schreibprozesses war es Dhont klar, erneut mit dem Team von Girl zusammenzuarbeiten. So verpflichtete der Regisseur erneut Kameramann Frank van den Eeden, Filmeditor Alain Dessauvage und Filmkomponist Valentin Hadjadj. Das Schauspielensemble bestand neben jungen und noch unbekannten Nachwuchsdarstellern aus den professionellen Schauspielerinnen Léa Drucker und Émilie Dequenne. Die Dreharbeiten fanden ab Juli 2021 statt.

### Produktion
Produziert wurde Close von Michiel Dhont, dem Bruder des Regisseurs, für die Produktionsfirma Menuet. Beide hatten schon immer gemeinsam ein Projekt realisieren wollen. Michiel stieß als Verstärkung für Girl-Produzent Dirk Impens hinzu, der ursprünglich in Rente gehen wollte, aber sich für Close zu einer nochmaligen Zusammenarbeit überreden ließ. Dennoch wollte sich Impens beim neuen Projekt mehr im Hintergrund halten. Obwohl Diskussionen zwischen den beiden Geschwistern emotionaler ausfallen, sprachen die Brüder Dhont von einer sehr vertrauensvollen Zusammenarbeit an Close. Lukas fühlte sich gegenüber seinem jüngeren Bruder Michiel in der Beschützerrolle. Als Koproduzenten fungierten Diaphana Films aus Frankreich, Topkapi Films aus den Niederlanden und Versus Production aus Belgien. Weitere Förderer des Projekts waren Vlaams Audiovisueel Fonds (VAF), die Tax Shelter-Initiative der belgischen Regierung, Eurimages, Nederlands Filmfonds, Centre du Cinéma et de l’Audiovisuel de la Fédération Wallonie-Bruxelles, VTM und RTBF. Die Verwertungsrechte für die Beneluxländer sicherte sich Lumière, für Frankreich Diaphana. Die internationalen Verwertungsrechte gingen an The Match Factory. Die Produktionskosten wurden auf 3,5 Mio. Euro taxiert.
Erste Ausschnitte des Films präsentierten die Brüder auf der virtuellen Filmmesse Re>Connext im Oktober 2021 und diskutierten auch über ihr neues Projekt.

## Synchronisation
Die deutschsprachige Synchronisation entstand nach einem Dialogbuch und unter der Dialogregie von Monica Bielenstein für die in Berlin ansässige TaunusFilm Synchron GmbH. Dabei wurden sämtliche französisch- und niederländischsprachigen Dialoge der Originalfassung ins Deutsche übertragen.
| Rollen (Auswahl)      | Darsteller         | Synchronsprecher        |
| --------------------- | ------------------ | ----------------------- |
| Rémi                  | Gustav De Waele    | Francisco Palma Galisch |
| Charlie               | Igor van Dessel    | Finn Posthumus          |
| Nathalie, Léos Mutter | Léa Drucker        | Alexandra Wilcke        |
| Eishockey-Trainer     | Iven Deduytschaver | Bernd Egger             |

## Rezeption
Close wurde in Branchenkreisen als möglicher Beitrag für das 75. Filmfestival von Cannes im Mai 2022 gehandelt. Tatsächlich wurde der Film in den Wettbewerb eingeladen, wo die Premiere am 26. Mai erfolgte.
Nach der Premiere sahen in einem rein französischen Kritikenspiegel der Website Le film français 3 der 15 Kritiker Close als Palmen-Favoriten an. Im internationalen Kritikenspiegel der britischen Fachzeitschrift Screen International erhielt der Film 2,4 von 4 möglichen Sternen und belegte unter allen 21 Wettbewerbsbeiträgen einen geteilten 11. Platz.
Kritiker aus dem englischsprachigen Raum räumten Close Chancen bei der Oscarverleihung 2023 ein, sollte der Film für die Kategorie Bester internationaler Film eingereicht werden. Tatsächlich hat Close in dieser Kategorie die Nominierung erhalten.

„Close" ist ein großartiges, aufwühlendes Drama, das mitten ins Herz trifft - wunderschön und tieftraurig.“

## Auszeichnungen
Vom Mai 2022 bis Juni 2023 gewann Close über 40 internationale Film- und Festivalpreise und wurde für mehr als 60 weitere Auszeichnungen nominiert. Neben Nominierungen für den Oscar und Golden Globe Award als beste internationale bzw. fremdsprachige Produktion gewann Lukas Dhonts Regiearbeit den Großen Preis der Jury des Filmfestivals von Cannes und den nationalen Filmpreis Belgiens, Ensor, in sieben Kategorien.
| Filmpreis/-festival (Auswahl)                | Kategorie                                  | Resultat  | Preisträger/ Nominierte |
| -------------------------------------------- | ------------------------------------------ | --------- | --- |
| British Independent Film Awards 2022         | Bester internationaler Film                | Nominiert | Lukas Dhont, Angelo Tijssens, Michiel Dhont, Dirk Impens                                                                                      |
| Filmfestival von Cannes 2022                 | Großer Preis der Jury                      | Gewonnen  | Lukas Dhont |
| Filmfestival von Cannes 2022                 | Goldene Palme – Bester Film                | Nominiert | Lukas Dhont |
| Filmfestival von Cannes 2022                 | Queer Palm                                 | Nominiert | Lukas Dhont |
| César 2023                                   | Bester ausländischer Film                  | Nominiert | k. A. |
| Filmfestival von Chicago 2022                | Silberner Hugo                             | Gewonnen  | Lukas Dhont |
| Filmfestival von Chicago 2022                | Goldener Q-Hugo                            | Gewonnen  | Lukas Dhont |
| Filmfestival von Chicago 2022                | Goldener Hugo – Bester Film                | Nominiert | Lukas Dhont |
| Chicago Film Critics Association Awards 2022 | Bester fremdsprachiger Film                | Nominiert | |
| Critics’ Choice Movie Awards 2023            | Bester fremdsprachiger Film                | Nominiert | k. A. |
| Ensor 2023                                   | Bester Film                                | Gewonnen  | Lukas Dhont |
| Ensor 2023                                   | Beste Regie                                | Gewonnen  | Lukas Dhont |
| Ensor 2023                                   | Bestes Drehbuch                            | Gewonnen  | Lukas Dhont, Angelo Tijssens |
| Ensor 2023                                   | Bester Hauptdarsteller                     | Gewonnen  | Eden Dambrine |
| Ensor 2023                                   | Beste Nebendarstellerin                    | Nominiert | Émilie Dequenne |
| Ensor 2023                                   | Beste Nebendarstellerin                    | Nominiert | Léa Drucker |
| Ensor 2023                                   | Bester Nebendarsteller                     | Nominiert | Gustav De Waele |
| Ensor 2023                                   | Beste Kamera                               | Gewonnen  | Frank van den Eeden |
| Ensor 2023                                   | Beste Filmmusik                            | Nominiert | Valentin Hadjadj |
| Ensor 2023                                   | Beste Kostüme                              | Nominiert | Manu Verschueren |
| Ensor 2023                                   | Bestes Szenenbild                          | Nominiert | Eve Martin |
| Ensor 2023                                   | Bester Schnitt                             | Nominiert | Alain Dessauvage |
| Ensor 2023                                   | Bester Ton                                 | Gewonnen  | Vincent Sinceretti, Yanna Soentjens |
| Ensor 2023                                   | Publikumspreis                             | Gewonnen  | Lukas Dhont |
| Europäischer Filmpreis 2022                  | Bester Film                                | Nominiert | Lukas Dhont, Michiel Dhont, Dirk Impens, Michel Saint-Jean, Laurette Schillings, Arnold Heslenfeld, Frans van Gestel, Jacques-Henri Bronckart |
| Europäischer Filmpreis 2022                  | Beste Regie                                | Nominiert | Lukas Dhont |
| Europäischer Filmpreis 2022                  | Bester Darsteller                          | Nominiert | Eden Dambrine |
| Europäischer Filmpreis 2022                  | Bestes Drehbuch                            | Nominiert | Lukas Dhont, Angelo Tijssens |
| Europäischer Filmpreis 2022                  | European University Film Award             | Nominiert | Lukas Dhont |
| Europäisches Filmfestival von Sevilla 2022   | Bester Film                                | Nominiert | Lukas Dhont |
| Filmfestival von Haifa 2022                  | Carmel Award – Bester internationaler Film | Gewonnen  | Lukas Dhont |
| Golden Globe Awards 2023                     | Bester fremdsprachiger Film                | Nominiert | Belgien / Frankreich / Niederlande |
| Filmfestival von Hamptons 2022               | Golden Starfish Award                      | Gewonnen  | Lukas Dhont |
| Filmfestival von Heartland 2022              | Publikumspreis                             | Gewonnen  | Lukas Dhont, A24 |
| Filmfestival von London 2023                 | Bester Film                                | Gewonnen  | Lukas Dhont |
| Filmfestival von London 2023                 | Beste Regie                                | Gewonnen  | Lukas Dhont |
| LUX-Publikumspreis 2023                      | Bester Film                                | Gewonnen  | Lukas Dhont |
| Filmfestival von Mill Valley 2022            | Publikumspreis – internationales Kino      | Gewonnen  | Lukas Dhont |
| Filmfestival von Montclair 2022              | Spezialpreis der Jugendjury                | Gewonnen  | Eden Dambrine |
| Filmfestival von Morelia 2022                | Publikumspreis – internationaler Spielfilm | Gewonnen  | Lukas Dhont |
| National Board of Review Award 2022          | Bester internationaler Film                | Gewonnen  | k. A. |
| Norwegisches Filmfestival 2022               | Preis der norwegischen Filmkritik          | Gewonnen  | Lukas Dhont |
| Oscarverleihung 2023                         | Bester internationaler Film                | Nominiert | k. A. |
| Filmfestival von Oslo/Fusion 2022            | Bester Jugendfilm                          | Gewonnen  | Lukas Dhont |
| Satellite Awards 2023                        | Bester internationaler Film                | Nominiert | Lukas Dhont |
| Satellite Awards 2023                        | Bestes Originaldrehbuch                    | Nominiert | Lukas Dhont |
| Europäisches Filmfestival von Sevilla 2022   | Bester Film                                | Nominiert | Lukas Dhont |
| Sydney Film Festival 2022                    | Bester Film                                | Gewonnen  | Lukas Dhont |
| World Soundtrack Awards 2023                 | Beste Musik eines belgischen Films         | Nominiert | Valentin Hadjadj |